# David Ury
David Ury est un acteur américain né le 30 septembre 1973.

## Filmographie
- 2002 : Malcolm : Mechanic
- 2004 : Charmed : Shapeshifter
- 1992 : Preuve à l'appui : Arthur Hay
- 2007 : Juste cause : Rooster
- 2007 : Benjamin Gates et le livre des secrets : Barkeep
- 2008 : Derrière les apparences : Bixler
- 2008 : FBI - Portés disparus : Gil
- 2008 : Life : Hard Case
- 2009 : Heroes : Super / Landlord
- 2009 : Breaking Bad : Spooge
- 2010 : Rizzoli et Isles : Autopsie d'un meurtre : Sandy Grotty
- 2010 : Lie to Me : Witness
- 2011 : Les Feux de l'amour : Burt
- 2011 : Bones  : Larry Wolfram
- 2011 : Zeke et Luther : Don
- 2011 : Les experts: Manhattan : Tommy Hurtz
- 2011 : American Horror Story : Robber
- 2012 : Raising Hope : Easter Joe
- 2013 : Les Experts : Jayson Walt
- 2013 : Mom : Randy
- 2014 : Grimm : Hofman
- 2015 : Powers : Dr. Death
- 2016 : 31 : Schizo-Head
- 2016 : Comme Cendrillon : Trouver chaussure à son pied : Freddie Marks